# Liste de fortifications en Suède
Liste de fortifications en Suède.
- Landskrona
- Per-Albin-Linie